# Calusco d’Adda
Calusco d’Adda – miejscowość i gmina we Włoszech, w regionie Lombardia, w prowincji Bergamo.
Według danych na styczeń 2009 gminę zamieszkiwało 8320 osób przy gęstości zaludnienia 1015 os./1 km².